# Ahmed ben Ateyatalla Al Khalifa
 (février 2025).
Ahmed bin Ateyatalla Al Khalifa (en arabe : أحمد بن عطية الله آل خليفة) est diplômé d'une licence en mathématiques et en informatique de l'Université de Salford à Manchester, au Royaume-Uni. Après avoir terminé ses études, il a travaillé pour l'Organisation centrale de l'informatique (CIO) du Bahreïn durant une vingtaine d'année. Il a été amené à gérer un certain nombre de projets nationaux, notamment le projet Government Data Network, le projet national Y2K, le projet national Smartcard, le projet national GIS et le projet national de recensement. Il a aussi joué le rôle clé de directeur exécutif de la charte nationale du Bahreïn, du projet de recensement de 2001, des élections des conseils municipaux et des projets d'élections parlementaires. C'est en 2004 qu'il est nommé président du CIO.
Al Khalifa est par la suite nommé ministre des Affaires du Cabinet en septembre 2005. Il comptait alors dans son large portefeuille d'affaires: le Bureau de la fonction publique (CSB), l'Organisation centrale de l'informatique (CIO), l'Autorité du gouvernement électronique (EGA). On y retrouvait aussi le domaine des les télécommunications, y compris l'Autorité de régulation des télécommunications (TRA), le Bahreïn Internet Exchange (BIX) et l'Institut d'administration publique du Bahreïn (BIPA). Il s'est fortement impliqué dans la Stratégie économique nationale (NES) 2030. Aussi a-t-il été à la tête du bureau du portefeuille couvrant tous les programmes et projets dans son domaine.
En 2006, il se retrouve au cœur du scandale national révélé par le rapport d'Al Bandar.
Cela ne l'a pas empêché, en 2011, Al Khalifa d'être nommé ministre du Suivi à la Cour royale.